# 9-я артиллерийская бригада противотанковой обороны
9-я артиллерийская бригада противотанковой обороны — артиллерийское соединение противотанковой обороны РККА Вооружённых Сил СССР, в Великой Отечественной войне.
В действующей армии с 22 июня по 29 сентября 1941 года.

## История
Бригада ПТО сформирована в апреле — июне 1941 года в Прибалтийском особом военном округе в соответствии с Постановлением ЦК ВКП(б) и СНК Союза ССР № 1112-459сс «О новых формированиях в составе Красной Армии», от 23 апреля 1941 года. По штату бригада должна была состоять из:
- управления бригады;
- 2-х артиллерийских полков;
- штабной батареи;
- минно-сапёрного батальона;
- автотранспортного батальона.

при численности личного состава в 5 322 человека.
На вооружении каждой артбригады ПТО РККА должно было состоять:
- пушек 76-мм образца 1936 года — 48
- пушек 85-мм зенитных — 48
- пушек 107-мм М-60 — 24
- пушек 37-мм зенитных — 16
- крупнокалиберных пулемётов — 12
- ручных пулемётов — 93
- автомобилей грузовых — 584
- автомобилей специальных — 123
- автомобилей легковых — 11
- тракторов артиллерийских — 165

К 22 июня 1941 года бригада была полностью укомплектована (исключая средства тяги и транспорт), представляя собой достаточно мощное соединение.
На 22 июня 1941 года численность бригады ПТО составляла: командный состав 270 человек, младший командный состав — 681 человек, рядовой состав — 4955 человек, всего — 5 906 человек. Каждый артиллерийский полк состоял из шести дивизионов и роты крупнокалиберных пулемётов. Три дивизиона были вооружены 76-мм пушками, два дивизиона 85-мм и один 37-мм зенитными орудиями. Так, в 636-м артиллерийском полку было 2 331 человек личного состава, 92 орудия, 84 автомашины, 35 тракторов. Дислоцировалась бригада в Бубяй, прикрывая дорогу на Шяуляй.
К 20 июня 1941 года бригада заняла и полностью оборудовала назначенный ей район обороны: 670-й артполк на рубеже Варняй — Варенляй — Караленай — Колайняй; 636-й артполк на рубеже Бурчишке — Кряпсай — Бурнишке — Кельме. По фронту на каждый полк приходилось около 8 километров; оборона полков строилась в два эшелона: в первом 76-мм пушки, во втором 85-мм зенитные орудия на прямой наводке. Всего полоса обороны бригады составляла около 50 километров от озера Лукитас до реки Дубиса.
В полдень 22 июня 1941 года командование 636-го стрелкового полка остановило два отходивших от границы полка 125-й стрелковой дивизии и получило их в своё распоряжение. 23 июня 1941 года около 6 утра в поле зрения воинов бригады появились передовые немецкие мотоциклетные части (41-й моторизованный корпус) и были уничтожены. Основными силами немецкие войска атаковали бригаду через несколько часов, пытаясь прорваться на Шяуляй, но все атаки в течение дня были отбиты. Ожесточённые бои в полосе бригады продолжались 24 и 25 июня 1941 года; бригада явилась основной причиной задержки в продвижении частей 41-го моторизованного корпуса. 25-26 июня 1941 года бригада была вынуждена отойти ближе к Шяуляю, заняла оборону там, опять потрепав передовые немецкие части, затем отошла севернее Шяуляя, а затем, вместе с войсками 10-го стрелкового корпуса получила приказ на отступление в Ригу. К тому времени бригада уже понесла ощутимые потери, но по официальным советским данным за 23-24 июня 1941 года 9-я противотанковая артбригада уничтожила около 70 танков противника.
К 27 июня 1941 года бригада была разделена по другим соединениям. Один из полков действовал вместе с 10-м стрелковым корпусом, второй — с 11-м стрелковым корпусом. Таким образом, один из полков с 28 июня 1941 года по 1 июля 1941 года оборонял Ригу, затем отступал на участок от Пярну до озера Выртсъярв, а второй (670-й), очевидно переправившись через Западную Двину севернее Даугавпилса, занял позиции уже после реки. Представляется, исходя из мемуаров, что после окончания обороны Риги в период с 1 июля 1941 года 636-й полк успели перебросить из-под Риги к 670-му полку. Так, на 2 июля 1941 года одна из батарей 670-го полка удерживает рубеж Гарвацайниэки, Декшорн, Прижево, поддерживая 10-ю воздушно-десантную бригаду, 4-6 июля 1941 года 670-й полк ведёт бои за Остров вместе с частями 41-го стрелкового корпуса.
На 4 июля 1941 года бригада имела командного состава — 226, младшего командного состава — 356, рядового состава — 1 549. Всего 2 131. Винтовок обыкновенных — 1686, автоматических — 6, пулемётов ручных — 27, ДП — 3, орудий 76-мм — 13, 85-мм — 7, автомашин — 64, раций — 12, мотоциклов — 3, тракторов — 3.
На 6 июля 1941 года, согласно оперсводке №14/оп штаба СЗФ, в бригаде были 670 полк (16 орудий) и 636 полк (25 орудий).
Затем бригада ведёт бои за Псков, Порхов, отступает в направлении на Старую Руссу, остатки бригады ведут бои в том районе.

В промежутке между 13 и 20 сентября передана в состав Резервного фронта. На 20 сентября 1941 года, согласно донесению о численном и боевом составе 31-й армии, бригада имела командно-начальствующего состава — 257, младшего командного состава — 318, рядового состава — 1 456. Всего 2 031. Винтовок обыкновенных — 1 159, автоматических — 822, пулемётов ручных — 20, ДП — 3, орудий 76-мм — 7, автомашин — 82, раций — 15, тракторов — 2.

29 сентября 1941 года была погружена на ст. Осташков в воинские поезда. Согласно перечню № 7, 29 сентября 1941 года бригада расформирована, 636-й артиллерийский полк переименован в 289-й артиллерийский полк ПТО, 670-й артиллерийский полк переименован в 304-й артиллерийский полк ПТО, что позволяет сделать вывод о том, что полки, по крайней мере, организационно сохранились. 401-й отдельный минно-сапёрный батальон погиб и был расформирован.

## Состав
- управление
- 636-й артиллерийский полк противотанковой обороны
- 670-й артиллерийский полк противотанковой обороны
- 401-й отдельный минно-сапёрный батальон
- 170-й отдельный автотранспортный батальон

## В составе
| Дата                 | Фронт (округ)         | Армия      | Корпус (группа) | Дивизия | Примечания |
| -------------------- | --------------------- | ---------- | --------------- | ------- | ---------- |
| 22.06.1941 года      | Северо-Западный фронт | 8-я армия  | -               | -       | -          |
| 01.07.1941 года      | Северо-Западный фронт | 8-я армия  | -               | -       | -          |
| 10.07.1941 года      | Северо-Западный фронт | 11-я армия | -               | -       | -          |
| 01.08.1941 года      | Северо-Западный фронт | -          | -               | -       | -          |
| 01.09.1941 года      | Северо-Западный фронт | 11-я армия | -               | -       | -          |
| 13 — 20.09.1941 года | Резервный фронт       | 31-я армия | -               | -       | -          |

## Командование
- Полянский Николай Иванович, полковник

## Отличившиеся воины бригады
| Награда | Ф. И. О.                   | Должность                                                                 | Звание  | Примечания                                                                                           |
| ------- | -------------------------- | ------------------------------------------------------------------------- | ------- | --- |
|         | Серов, Александр Фёдорович | наводчик орудия 8-й батареи 636-го противотанкового артиллерийского полка | рядовой | первый советский ас-противотанкист. В одном бою уничтожил 18 танков и штурмовых орудий (3 результат) |